# كارلوس مانويل سانتياغو
كارلوس مانويل سانتياغو (بالإنجليزية: Carlos Manuel Santiago) هو لاعب كرة قاعدة أمريكي، ولد في 2 مارس 1926، وتوفي في 21 ديسمبر 2008.